# Indicatif régional 306
Les indicatifs régionaux 306 et 639 constituent les indicatifs téléphoniques régionaux de la province de la Saskatchewan au Canada. Ceux-ci couvrent l'entièreté du territoire de la province. 
Les indicatifs régionaux 306 et 639 font partie du Plan de numérotation nord-américain.
L'entreprise de services locaux titulaire pour les indicatifs 306 et 639 est SaskTel.

## Historique
L'indicatif 306 date de 1947 et est l'un des indicatifs originaux du Plan de numérotation nord-américain.
L'indicatif régional 639 a été introduit en 2012 pour pallier le manque de numéros dans l'indicatif 306. 
La planification pour l'introduction en Saskatchewan d'un troisième indicatif, l'indicatif 474, a débuté,. Le nouvel indicatif régional sera probablement implanté en 2022 et chevauchera le même territoire que les deux indicatifs existants.

## Principales villes et indicatifs de central correspondants
- Arborfield: (306) - 769
- Balgonie: (306) - 771
- Dalmeny: (306) - 254
- Estevan: (306) - 339 340 415 421 461 471 634 636 637
- Foam Lake: (306) - 272
- Francis: (306) - 245
- Humboldt: (306) - 231 289 320 366 367 368 598 682 944
- East Lloydminster: (306) - 603 820 821 825 830
- Grayson & Crooked Lake: (306) - 794
- Lumsden: (306) - 731
- Melville: (306) - 607 720 728 730 748 760
- Moose Jaw: (306) - 313 624 630 631 681 684 690 691 692 693 694 704 756 972 990
- North Battleford: (306) - 208 317 386 407 440 441 445 446 470 480 481 490 817 937
- Prince Albert: (306) - 314 703 763 764 765 797 922 930 940 941 953 960 961 970 980 981 987
- Regina: (306) - 201 205 206 209 216 337 347 351 352 359 450 501 502 520 522 523 525 526 527 529 530 531 533 535 536 537 539 540 541 543 545 546 550 551 552 564 565 566 569 570 580 581 584 585 586 591 596 719 721 737 751 757 761 766 775 777 779 780 781 787 789 790 791 797 798 908 924 936 949 988 995 999
- Rocanville : (306) - 645
- Rose Valley: (306) - 322
- Rouleau: (306) - 776
- Saskatoon: (306) - 202 203 220 221 222 227 229 230 241 242 244 249 251 260 261 262 270 280 281 290 291 292 321 341 343 361 370 371 373 374 380 381 382 384 385 477 491 612 649 651 652 653 655 657 659 664 665 667 668 683 715 716 717 844 850 880 881 931 933 934 938 955 956 964 966 974 975 977 978 979 986
- Sheho: (306) - 849
- Strasbourg: (306) - 725
- Swift Current: (306) - 315 741 750 770 772 773 774 778 816 971 973
- Weyburn: (306) - 405 504 509 842 848 861 891 897
- Wynyard: (306) - 554
- Yorkton: (306) - 316 521 620 621 641 782 783 786 818 828 890